# Horst Köhler
Horst Köhler (22 tháng 2 năm 1943 - 1 tháng 2 năm 2025) là vị Tổng thống thứ 13 Cộng hoà Liên bang Đức. Nhiệm kỳ làm việc của ông tại Lâu đài Bellevue bắt đầu từ năm 2004. Ông đã từ chức vào ngày 31 tháng 5 năm 2010.
Là ứng cử viên của hai đảng chị em Đảng Liên minh Dân chủ Thiên Chúa giáo và Liên minh Xã hội Thiên Chúa giáo Bayern, và Đảng Dân chủ Tự do, Köhler đã được Quốc hội Đức bầu làm tổng thống trong cuộc bầu cử tổng thống 2004 với nhiệm kỳ 5 năm vào ngày 23 tháng 5 năm 2004 và nhậm chức ngày 1 tháng 7 nămy 2004. Ông được bầu lại nhiệm kỳ thứ nhì vào ngày 23 tháng 5 năm 2009. Chỉ một năm sau đó, vào ngày 31 tháng 5 năm 2010 ông đã từ chức sau một tranh cãi về ý kiến của ông về vai trò của Bundeswehr Đức trong một chuyến tham quan quân đội ở Afghanistan.. Trong thời gian ông giữ chức Tổng thống Đức, chủ tịch của ông chủ yếu quan tâm đến các vấn đề nghi lễ, Köhler là một chính trị gia nổi tiếng, với tỷ lệ phê duyệt cao hơn cả của thủ tướng Schröder và sau đó là Thủ tướng Merkel.
Köhler là một nhà kinh tế. Trước khi được bầu làm Tổng thống, Köhler đã có một sự nghiệp nổi bật trong chính trị và cục dân sự và là giám đốc ngân hàng. Ông là Chủ tịch của Ngân hàng Tái thiết và Phát triển châu Âu từ năm 1998 đến năm 2000 và là người đứng đầu Quỹ Tiền tệ Quốc tế (IMF) từ năm 2000 đến năm 2004. Từ năm 2012 đến năm 2013, Köhler phục vụ trong Ban Cấp cao của Tổng Thư ký Liên hợp quốc về Các vấn đề Post- Chương trình Phát triển 2015.

## Tiểu sử
Köhler sinh ra ở Skierbieszów (tên là Heidenstein), thuộc vùng Chính phủ chung của Ba Lan bị chiếm đóng bởi Đức, là đứa con thứ bảy của Elisabeth và Eduard Köhler, vào một gia đình của Bessarabia Đức từ Rîşcani tại Bessarabia Romania (gần Bălţi, ngày nay Moldova). Cha mẹ của Horst Köhler, người Đức gốc Phi và công dân Rumani, phải rời khỏi Bessarabia vào năm 1940 trong thời gian chuyển đổi dân số của Nazi-Soviet sau cuộc xâm lăng Ba Lan và Hiệp ước Molotov-nnh, trao cho Bessarabia cho Liên Xô. Là một phần của [Generalplan Ost], họ được tái định cư vào năm 1942 tại Skierbieszów, một ngôi làng gần Zamość, Ba Lan (sau đó là một phần của Nhà nước Tổng thể. Khi Wehrmacht bị đẩy trở lại và những phần đầu tiên của Ba Lan phải bị bỏ rơi năm 1944, gia đình Köhler đã trốn sang [Leipzig]. Năm 1953, họ rời khỏi Cộng hoà Dân chủ Đức qua Tây Berlin để thoát khỏi chế độ cộng sản. Gia đình sống trong trại tị nạn đến năm 1957, khi họ định cư tại Ludwigsburg. Horst Köhler đã trải qua phần lớn 14 năm đầu tiên của mình làm người tị nạn.